# 維爾瓦 (拉多梅什利區)
50°42′21″N 29°26′33″E / 50.70583°N 29.44250°E
維爾瓦（烏克蘭語：Вирва）是烏克蘭北部的村莊，隸屬日托米爾州的日托米爾區。該村面積0.625平方公里，海拔高度134米，2001年人口185，人口密度每平方公里296人。